# Кисельов Павло Петрович
Павло́ Петро́вич Кисельо́в (1903 , Харків  — 23 лютого 1939 , Москва ) — радянський діяч органів державної безпеки, капітан державної безпеки. Депутат Верховної Ради УРСР першого скликання (1938).

## Біографія
Народився в родині кравця. У 1912 році закінчив приходське училище в Харкові, а в 1917 році — Харківське вище початкове міське училище.
У січні 1917 — грудні 1918 року — учень булочника в булочній Меєра в Харкові. У грудні 1918 — червні 1919 року — підручний у 2-й Радянській хлібопекарні в Харкові. У червні — жовтні 1919 року — підручний у приватній булочній у Харкові. У жовтні 1919 — лютому 1920 року — хворий тифом у Харкові. У лютому — травні 1920 року — вагар, підручний у 6-й Радянській хлібопекарні в Харкові.
У травні — жовтні 1920 року — продармієць, співробітник для доручень 18-го і 19-го продовольчих загонів Харківської губернії. У жовтні 1920 — серпні 1921 року — продармієць Управління продовольства 1-ї Червоногусарської бригади РСЧА.
У вересні 1921 — березні 1922 року — розвідник, старший розвідник, старший групи секретно-оперативного відділу Південного окружного транспортного відділу ЧК. У березні 1922 — серпні 1924 року — уповноважений по боротьбі з бандитизмом відділення дорожньо-транспортного відділу ДПУ станції Кременчук.
Член РКП(б) з серпня 1924 року.
У серпні 1924 — грудні 1925 року — уповноважений дорожньо-транспортного відділу ОДПУ Південних залізниць.
У грудні 1925 — грудні 1926 року — курсант 3-ї прикордонної школи ОДПУ в місті Харкові. У січні 1927 — 1928 року — уповноважений комендатури 24-го Могилів-Подільського прикордонного загону ДПУ. У 1928 — вересні 1930 року — уповноважений по шпигунству 24-го Могилів-Подільського прикордонного загону ДПУ.
У вересні 1930 — 1932 року — уповноважений особливого відділу ДПУ УСРР і Українського військового округу. У 1932—1933 роках — оперативний уповноважений секретаріату колегії ДПУ УСРР. У 1933 — серпні 1934 року — оперативний уповноважений іноземного відділу ДПУ УСРР — УДБ НКВС УСРР.
У серпні 1934 — вересні 1937 року — начальник 3-го відділення іноземного (3-го) відділу УДБ НКВС УСРР. У вересні 1937 — березні 1938 року — начальник 11-го відділу УДБ НКВС УРСР. У березні — травні 1938 року — т.в.о. начальника 12-го відділу УДБ НКВС УРСР.
28 травня — 15 листопада 1938 (офіційно 16 січня 1939) року — начальник УНКВС по Одеській області.
15 листопада 1938 року заарештований органами НКВС. 22 лютого 1939 року засуджений до розстрілу. Розстріляний 23 лютого 1939 року. Не реабілітований.

## Звання
- старший лейтенант державної безпеки (8.01.1936)
- капітан державної безпеки (13.06.1938)

## Нагороди
- знак «Почесний робітник ВЧК—ГПУ (XV)» (20.12.1932)